# Климентовская, Людмила Александровна
Людмила Александровна Климентовская (29 сентября 1916, Занино-Починки Рязанской губернии — 15 марта 2000, Калуга) — советская и российская художница, член Союза художников России, Заслуженный художник Российской Федерации.

## Биография
Родилась 29 сентября 1916 года в селе Занино-Починки Рязанской губернии.
В 1930-1933 годах обучалась в Касимовском фабрично-заводском училище. После окончания училища работала на фабрике «Красный текстильщик» в городе Касимов в 1933-1935 годах.
В 1935-1939 году обучалась в Рязанском художественном училище.
В 1939-1941 году работала художницей-стажёром Ленинградского академического театра оперы и балета.
В 1941 работала художницей-постановщицей Московского драматического театра им. М. Ермоловой.
В 1941-1943 годах — учительница средней школы в Рязанской области.
В 1943-1945 годах — старший научный сотрудник, директор Рязанского областного художественного музея.
В 1945-1948 годах — главная художница Севастопольского драматического театра.
В 1948 году — главная художница Дзержинского драматического театра Нижегородской области.
В 1950 году принята в члены Союза художников СССР. Руководитель Калининградского отделения Союза художников.
В 1951 году была инициатором создания Калужского отделения Союза художников.

## Выставки
С 1944 года — участница областных художественных выставок (г. Рязань, г. Калининград, с 1951 — г. Калуга).
1948, 1949 — первая и вторая областные выставки (г. Калининград).
1949, 1953 — республиканские выставки (г. Москва).
1955 — межобластная выставка (г. Воронеж).
1964, 1969 — I, III зональные художественные выставки «Край Чернозёмный» (г. Воронеж, г. Курск).
1971 — выставка «600 лет Калуге» (г. Москва).
1975 — выставка произведений калужских художников (окр. Зуль, ГДР).
1982 — областная выставка калужских художников «125 лет со дня рождения К. Э. Циолковского» (г. Калуга).
1984 — областная выставка калужских художников «40 лет образования Калужской области» (г. Калуга).

### Персональные выставки
1966, 1976, 1981, 1986, 1996 — в Калуге.
С 2001 года в д. 30 на Театральной улице в Калуге работает картинная галерея Л. Климентовской.

## Награды и звания
- Заслуженный художник Российской Федерации (1996)
- Медаль «За доблестный труд в Великой Отечественной войне» (1945)
- Медаль «Тридцать лет Победы в Великой Отечественной войне 1941—1945 гг.» (1975)
- Медаль «Ветеран труда»